# NK SAŠK Napredak
El Nogometni Klub SAŠK Napredak és un club de futbol bosnià de la ciutat de Sarajevo.

## Història
L'històric SAŠK va ser fundat el 1910 amb el nom Hrvatski ŠK. El 1919 esdevingué Sarajevski amaterski športski klub (Sarajevo Amateur Esports Club) o SAŠK. Juntament amb FK Slavija, és el club bosnià amb més participacions en el campionat iugoslau abans de la Segona Guerra Mundial.
Després de la Segona Guerra Mundial fou prohibit per les autoritats comunistes per la seva participació en la lliga croata durant la guerra. L'any 1999 fou fundat per segon cop.
El NK Napredak va néixer el 1994 per la societat cultural croata del mateix nom.
L'any 2000, ambdós clubs es fusionaren.